# Григор Вукович Бранкович
Григор или Гъргур Бранкович (на сръбски: Гргур Вуковић Бранковић) е сръбски военачалник, най-големият син на Вук Бранкович и внук по майчина линия на Лазар Хребелянович.
Участвал в Косовската битка в отряда на баща си.
Станал васал на султан Баязид I и с брат си Георги Бранкович воювал на страната на османците като в битката при Ангора през 1402 г. командвал отряд и бил пленен от монголците на Тимур, но бил откупен за голяма сума от брат си Георги.
Връщайки се в Сърбия се отказал от политиката и се замонашил под името Герасим като предал властта си на брат си Георги Бранкович. Починал в Хилендарския манастир на 13 март 1408 г.